# Alexandra Zazzi

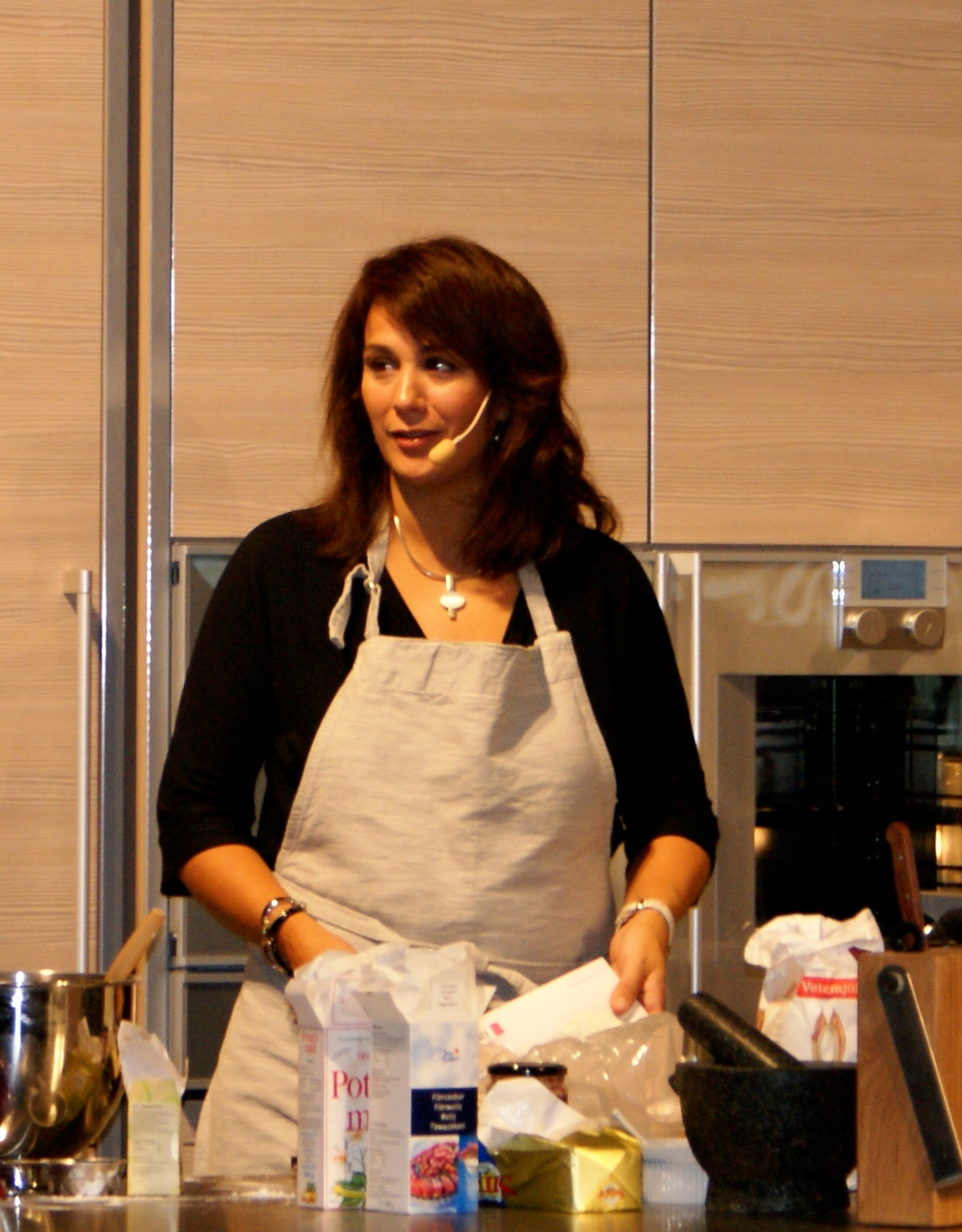
Alexandra Zazzi auf der Göteborger Buchmesse 2009

Maria Alexandra Paula Louise Jademyr Zazzi (* 7. Juni 1966 in Rapallo, Italien) ist eine schwedische Köchin, Journalistin und Autorin von Kochbüchern.

## Leben
Ihr Großvater arbeitete während des Zweiten Weltkrieges in der italienischen Botschaft in Berlin. Er half Juden ohne Judenstern im Pass Deutschland zu verlassen. Als die Behörden auf ihn aufmerksam wurden, floh er nach Stockholm. Ihr Vater, ein Geologe, wuchs in Schweden auf und traf während eines Krankenhausaufenthaltes ihre Mutter, eine schwedische Krankenschwester. Als der Vater in Italien ein Stipendium erhalten hatte, zog die Familie dorthin und Zazzi wuchs in der norditalienischen Stadt Rapallo auf. Nach Ausbruch der Ölkrise zog sie 1977 wieder zurück nach Schweden.
Ihren Durchbruch erreichte Zazzi 1998 als erste Gewinnerin der Dokusoap Expedition Robinson. Anschließend trat sie als Moderatorin der Kochsendungen Köket des schwedischen Fernsehsenders TV4 und Menü des schwedischen Radiosenders Sveriges Radio P1 in die Öffentlichkeit. Daneben arbeitete sie als Reporterin für den Fernsehsender TV3 und andere Radio- und Fernsehprogramme. Schriftstellerisch ist sie für mehrere Zeitungen tätig, schreibt beispielsweise Reportagen und Chroniken für Göteborgs-Posten und Kochmagazine. Sie veröffentlichte bisher vier Kochbücher und betreibt zwei Restaurants in Göteborg.

## Werke
- Grytboken: fyrtiofem recept av kända och okända svenska matkonstnärer, 1999, ISBN 91-630-8804-5
- Zazzis pasta, 2003, ISBN 91-27-35506-3
- Sunt med Zazzi, 2005, ISBN 91-27-35633-7
- Zazzis mat: med smak av Italien, 2005, ISBN 91-27-35642-6
- Torsdagarna med Zazzi: filosofi, känsla och kärlek till mat, 2008, ISBN 978-91-85617-07-4

## Preise und Auszeichnungen
- Gewinnerin der Dokusoap Expedition Robinson 1998
- Gewinnerin der Landeskochmeisterschaft (schwedisch: Riksmästerskapet i matlagning) 2006